# Gordon Persons
Seth Gordon Persons, född 5 februari 1902 i Montgomery, Alabama, död 29 maj 1965 i samma stad, var en amerikansk demokratisk politiker. Han var guvernör i delstaten Alabama 1951–1955.
Persons avbröt sina studier vid Alabama Polytechnic Institute (numera Auburn University) efter ett år och hade sedan olika arbeten innan han beslöt sig för radiobranschen. År 1928 gifte han sig med Alice McKeithen och paret fick två barn. Tillsammans med Howard Pill startade han år 1930 Montgomerys första radiostation.
Persons vann guvernörsvalet 1950 och efterträdde Jim Folsom som guvernör i januari 1951. Fyra år senare tog Folsom revansch och Persons fick lämna guvernörsposten. Persons avled 1965 efter ett slaganfall och gravsattes på Greenwood Cemetery i Montgomery.